# دهستان شمس‌آباد (دزفول)
دهستان شمس‌آباد نام دهستانی در بخش مرکزی شهرستان دزفول، استان خوزستان در ایران است. بر اساس سرشماری مرکز آمار ایران در سال ۱۳۸۵، جمعیت آن ۴۰۲۰۷ نفر (۸۲۸۳ خانوار) بوده‌است.

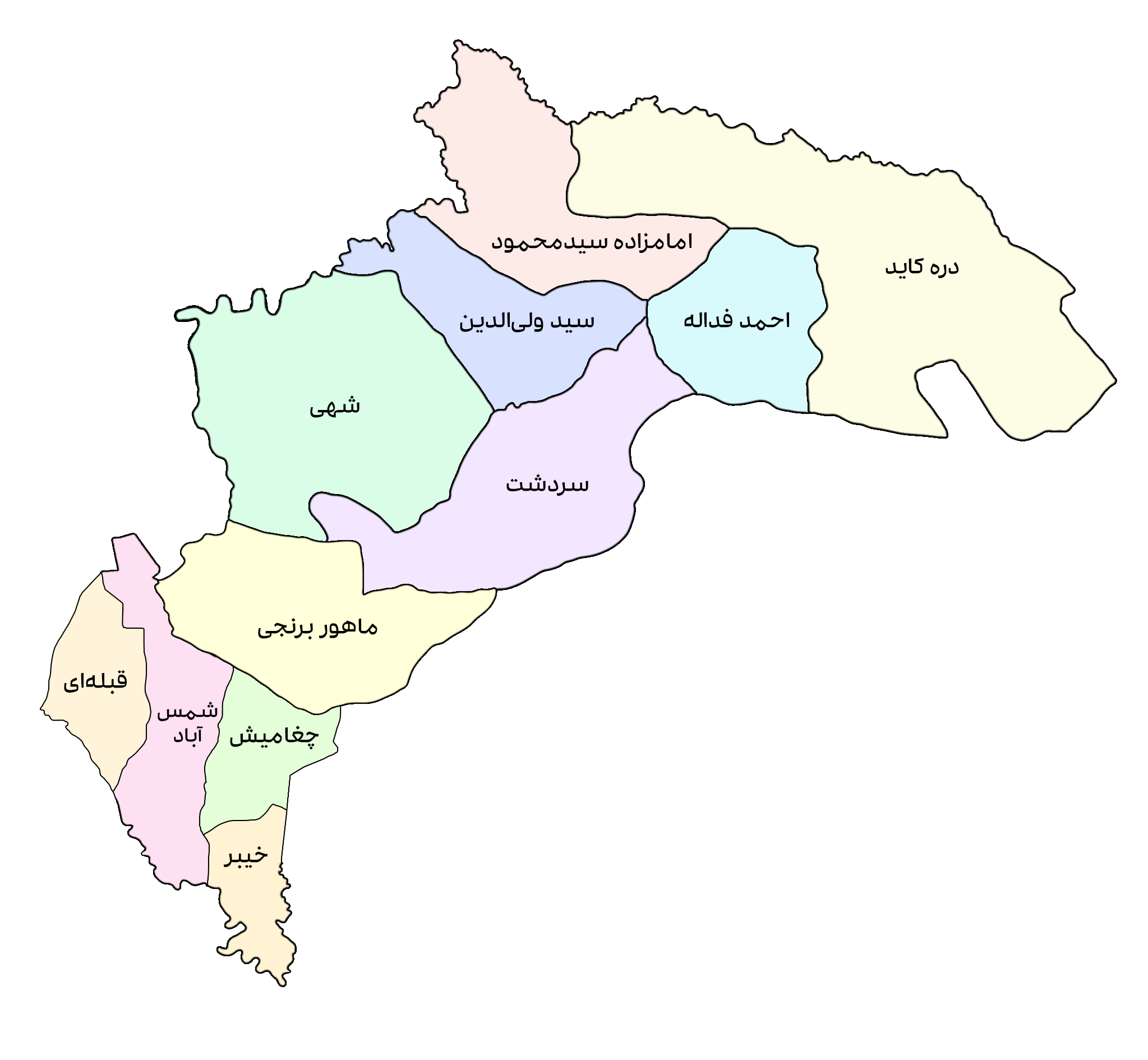
نقشه دهستان‌های شهرستان دزفول

اکثریت مردم این دهستان از ایل چهارلنگ بختیاری هستند. شغل اکثر مردم شمس آباد کشاورزی می‌باشد و تخصص خاصی در کاشت میوه توت فرنگی نیز دارند و کیفیت این میوه در کل منطقه و حتی کشور زبان زد خاص و عام است. 